# Carex marshallii
Carex marshallii är en halvgräsart som beskrevs av A.Benn. Carex marshallii ingår i släktet starrar, och familjen halvgräs. Inga underarter finns listade i Catalogue of Life.